# 天主教赵县教区
天主教赵县教区是天主教在中国河北省中部设立的一个教区。

## 历史
1929年3月18日，从正定府代牧区分设赵县监牧区，为国籍监牧区。1932年1月11日，赵县监牧区升格为赵县代牧区。
1946年4月11日，罗马教廷在中国建立圣统制时，升为赵县教区。 
1966年“文革”，天主教被完全禁止。1979年以后逐渐恢复。

## 教堂
- 主教座堂位于宁晋县边村

## 历任主教
- 张弼德（若望）: 1929年-1976年
- 闵喜林：1981年-1982年
- 王宠林（赖孟多）：1983年-2006年，2010年2月2日去世
- 姜明遠（若瑟，主徒会士），2006-2008年